# Nagda
Nagda est une ville indienne du district d'Ujjain, dans l'ouest de l'État de Madhya Pradesh, sur les berges de Chambal. C'est une ville industrielle de la région de Malva.

## Histoire
Le nom de la localité origine de nag-dah, qui signifie « serpents » (nag) « crémation/brûlés » (dah). L'ancienne ville a été développée par le souverain Janamejaya (en).